# یواس‌اس لانگ آیلند (سی‌وی‌ای-۱)
یواس‌اس لانگ آیلند (سی‌وی‌ای-۱) (به انگلیسی: USS Long Island (CVE-1)) یک کشتی بود که طول آن ۴۹۲ فوت (۱۵۰ متر) بود. این کشتی در سال ۱۹۴۰ ساخته شد.